# Огюст Бернарт
Огюст Марі Франсуа Бернарт (26 липня 1829 , Остенде, Західна Фландрія  — 6 жовтня 1912 , Люцерн )(нід. Auguste Marie François Beernaert)  — бельгійський політик, прем'єр-міністр Бельгії з жовтня 1884 до травня 1894 року.
Закінчив Гейдельберзький університет. 1873 року Беєрнарта було обрано до Палати представників Бельгії. Обіймаючи посаду міністра громадських робіт в уряді Жуля Малу, багато зробив для розвитку системи шляхів сполучення країни. Після виходу у відставку з посади прем'єр-міністра Бернарт представляв Бельгію під час підписання Гаазьких конвенцій у 1899 та 1907 роках. За свою діяльність у Постійному арбітражному суді був 1909 року нагороджений Нобелівською премією миру (разом із Полем д'Етурнелем де Констаном).